# Fredrik Daniel von Rosen
Fredrik Daniel von Rosen, född 20 mars 1785 på Karsholms slott i Österslövs socken, död 29 juni 1866 i Helsingborg, var en svensk greve och militär. Han var far till Fredrik von Rosen.
Fredrik Daniel von Rosen var son till landshövding Gustaf Fredrik von Rosen och Maria Juliana Wahrendorff. Han blev student vid Lunds universitet 1800, kornett vid Södra skånska kavalleriregementet 1802, löjtnant där 1807, ryttmästare vid Skånska dragonregementet 1815, major i armén 1823 och överstelöjtnant i armén 1835. von Rosen blev major vid Skånska dragonregementet 1839 och var överste och chef för regementet 1840–1855. Han deltog i kampanjerna i Pommern 1806 och 1807 samt i Norge 1814. von Rosen blev 1819 riddare och 1854 kommendör av Svärdsorden. Han tilldelades Karl XIV Johans medalj 1855.